# ماساهارو سوزوكي
ماساهارو سوزوكي (باليابانية: 鈴木 正治) (3 أغسطس 1970 في يايزو في اليابان – )؛ هو لاعب كرة قدم ياباني سابق كان يلعب كمدافع. سبق له أن لعب مع منتخب اليابان.

## وصلات خارجية
- ماساهارو سوزوكي على موقع رابطة كرة القدم اليابانية للمحترفين (اليابانية)
- ماساهارو سوزوكي على موقع قاعدة بيانات كرة القدم.إي يو (الإنجليزية)
- ماساهارو سوزوكي على موقع ناشيونال فوتبول تيمز (الإنجليزية)
- ماساهارو سوزوكي على موقع عالم كرة القدم.نت (الإنجليزية)

- National Football Teams
- Japan National Football Team Database